# براد فاکسون
براد فاکسون (انگلیسی: Brad Faxon؛ زادهٔ ۱ اوت ۱۹۶۱) یک گلف‌باز است.